# Ahriman-Verlag
Der Ahriman-Verlag GmbH ist ein 1982 gegründeter Verlag mit Sitz in Freiburg im Breisgau. Die Geschäftsführung besteht aus Edeltraud Rudow und Ingrid Christel Frieda Karfich.

## Geschichte
Der Verlag wurde am 31. Oktober 1982 in Freiburg im Breisgau gegründet, ursprünglich zur Veröffentlichung von Schriften aus dem Umfeld der von Fritz Erik Hoevels ins Leben gerufenen Marxistisch-Reichistischen Initiative.

### Verhältnis zur Neuen Rechten
Ahriman inserierte bereits in den 1990er Jahren in der rechtskonservativen Jungen Freiheit. Außerdem rief der Verlag zur Wahl der Republikaner unter Franz Schönhuber auf.
Vor der Preisverleihung des Friedenspreises des Deutschen Buchhandels 1995 an Annemarie Schimmel kam es zur medialen Auseinandersetzung zwischen dem Vorsteher des Börsenvereins des Deutschen Buchhandels und dem Ahriman-Verlag. Gerhard Kurtze warf dem Verlag eine Nähe zum umstrittenen Bund gegen Anpassung vor, dessen Zeitschrift Ketzerbriefe – Flaschenpost für unangepasste Gedanken im Verlag erscheint.
2014 war der Verlag auch Gast bei der Messe Zwischentag um den neurechten Publizisten Felix Menzel. Auf der Frankfurter Buchmesse 2017 veröffentlichte Ahriman als einziger nicht-betroffener Verlag eine Unterstützungserklärung zu Gunsten der mit massiven Protesten konfrontierten neurechten Verlage wie Antaios oder Manuscriptum.

### Buchmessen
Der Ahriman-Verlag stellt regelmäßig bei den führenden Messen im deutschsprachigen Raum aus u. a. Buch Wien, Frankfurter Buchmesse, Leipziger Buchmesse, Karlsruher Bücherschau und Stuttgarter Buchwochen. Bei der Buchmesse Wien lag die letzte Teilnahme im Jahr 2019, es gab Streitigkeiten, für die Buchmesse Wien 2020 wurde der Verlag nicht mehr zugelassen. Auch im Teilnehmerverzeichnis 2022 dieser Messe schien er nicht auf.

## Name und Signet
Sein Name stammt von dem avestischen Begriff Angra Mainyu, der in der zoroastrischen Theologie die Zerstörung bzw. das Zerstörerische repräsentiert. Seit Januar 1983 führt der Verlag sein Signet, einen Teufel mit Dreizack, gestaltet nach einem Verlagsentwurf.

## Programm

### Allgemein
Er versteht sich als Verlag, dessen Schwerpunkte „bei klassischer Psychoanalyse und orthodoxem Marxismus“ liegen. In der Dokumentation deutschsprachiger Verlage (2001) ist zudem von „kompromisslose[r] Religionskritik“ und „konsequente[m] Antifaschismus“ die Rede. Ahriman verlegt Buchreihen (u. a. „Reihe unerwünschter Bücher zum Faschismus“ und „Reihe unerwünschter Bücher zur Kirchengeschichte“), Zeitschriften und Loseblattwerke.

### Autoren
Zu den Autoren gehören u. a.
- Edouard Calic
- Vladimir Dedijer
- Karlheinz Deschner
- Giordano Bruno Guerri
- Siegwart-Horst Günther
- Fritz Erik Hoevels
- Walther Hofer
- Karl Heinz Jahnke
- Hyam Maccoby
- Hubertus Mynarek
- Peter Priskil
- José Ramos-Horta
- Efraim Zuroff

### Zeitschriften
Der Bund gegen Anpassung, hervorgegangen aus dem Antiklerikalen Arbeitskreis der Bunten Liste Freiburg, gibt im Ahriman-Verlag die Ketzerbriefe heraus. Sie soll eine Dokumentation der Verfolgung von Atheisten und Kirchenkritikern darstellen. Die Ausgabe Nr. 157/158 wurde von 2010 bis 2011 durch die Bundesprüfstelle für jugendgefährdende Medien (BPjM) indiziert. Ein Gerichtsurteil zwang die Behörde das Medium wieder von der Liste jugendgefährdender Medien zu entfernen.
Des Weiteren wird die Zeitschrift System ubw. Zeitschrift für klassische Psychoanalyse verlegt, die sich als „einzige Zeitschrift in der unverfälschten Tradition Sigmund Freuds“ bezeichnet.